# Réseau des massothérapeutes professionnels du Québec
Le Réseau des massothérapeutes professionnels du Québec est un organisme à but non lucratif regroupant, en 2025, plus de 8 500 membres à travers le Québec.

## Description
Issu d’une association ayant débuté ses activités en 1976, le Réseau des massothérapeutes professionnels du Québec a su unir trois associations professionnelles du Québec; l’Association des massothérapeutes et orthothérapeutes du Canada (AMOC), de la Corporation des massothérapeutes associés (CMA) et de la Corporation des massothérapeutes et autres praticiens praticiennes en approches corporelles (CMAPPAC),. La nouvelle entité créée réunissait 4 300 massothérapeutes sous le nom de l’Association professionnelle des massothérapeutes spécialisés du Québec, Mon Réseau Plus. Le nom sera par la suite actualisé pour le Réseau des massothérapeutes professionnels du Québec en 2018. Cette simplification du nom avait pour objectif de dissiper une certaine confusion quant à l’ancien nom et à renforcer la marque pour la rendre globalement plus claire et plus percutante.
La mission du Réseau est de représenter, soutenir et promouvoir les activités de ses membres dans le secteur de la massothérapie, la kinésithérapie et l'orthothérapie. L'association se donne aussi pour mandat de protéger le public, c'est pourquoi elle a mis en place un cadre disciplinaire afin de s'assurer que les membres respectent le code de déontologie. Elle procède à des inspections professionnelles et elle dispose d'un syndic et d'un comité de discipline dont le rôle est d'enquêter sur ses membres et imposer des sanctions en cas de dérogation. Le RMPQ est animé par des valeurs solides qui guident chacune de ses actions : engagement, bienveillance, innovation, intégrité et imputabilité. 
Le Réseau est dirigé par un conseil d'administration de dix administrateurs; neuf sont élus lors de l'assemblée générale annuelle et une autre personne représente le public. Il est la plus importante association en massothérapie de la province de Québec. Il représente plus de 8 500 massothérapeutes professionnels. 
Le Réseau des massothérapeutes professionnels du Québec est membre du Comité sectoriel de la main-d’œuvre des services de soins personnels, un organisme reconnu par le gouvernement du Québec représentant son secteur d'activités.
L'organisme a publié, en avril 2014, une revue des études scientifiques portant sur les bénéfices sur la santé apportés par la massothérapie. Les améliorations notables qui y sont énumérées touchent les douleurs et inflammations musculaires et articulaires, la fatigue et les douleurs chroniques, le stress, l'anxiété, la dépression, la migraine, les douleurs au dos, au cou et aux épaules,.